# 山內一典

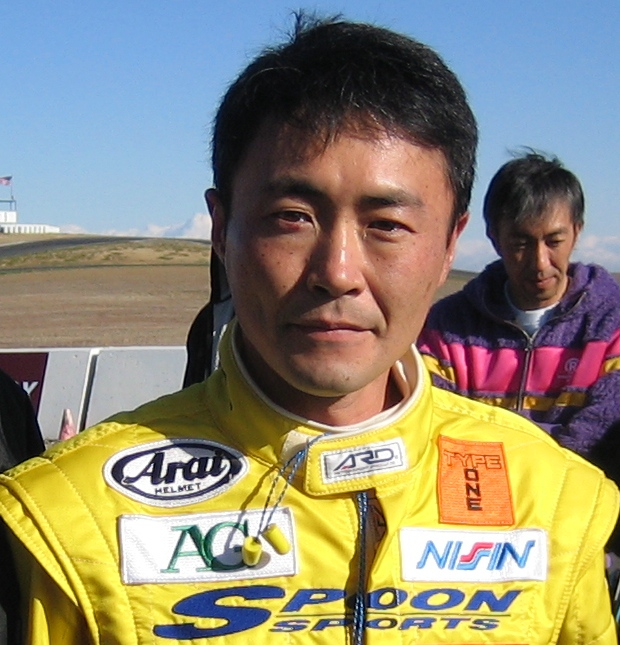

山內一典（1967年8月5日—），日本知名遊戲設計師。
他於千葉縣柏市出身，父母從事陶器製造業。1992年加入日本索尼音樂娛樂，並開始進行擬真賽車遊戲的構想。現為遊戲開發商Polyphony Digital主席，也是暢銷賽車遊戲《跑車浪漫旅》系列的製作人，因此素有「GT之父」一稱。從2001年開始擔任日本Car of the Year評審委員。
其他有份參與製作的遊戲有賽車遊戲《Motortoon》及射擊遊戲《Omega Boost》。
在基于《跑车浪漫旅》改编的电影《GT：跨界玩家》中，由平岳大扮演电影中的山內一典；而山內一典本人也在电影中客串了一名壽司店師傅。

## 外部連結
- 山內一典的X（前Twitter）
- 《山内一典：缩短虚拟界限》 （页面存档备份，存于）在YouTube的视频（英文）